# Gorsko Ablanovo
Gorsko Ablanovo (Bulgaars: Горско Абланово) is een dorp in het noordoosten van Bulgarije in de gemeente Opaka, oblast Targovisjte. Het dorp ligt op 27 km afstand van de stad Popovo en 55 km van de stad Roese.

## Bevolking
Op 31 december 2019 telde het dorp 369 inwoners, een daling vergeleken met het maximum van 1.875 inwoners in 1946.
| Bevolkingsontwikkeling Gorsko Ablanovo tussen 1934 en 2019 |
| ---------------------------------------------------------- |
|                                                            |
| Bron: Nationaal Statistisch Instituut van Bulgarije        |

De grootste etnische groep vormden in 2011 de etnische Bulgaren, gevolgd door een grote minderheid van etnische Turken.
| Etnische samenstelling van de respondenten (2011) | Etnische samenstelling van de respondenten (2011) | Etnische samenstelling van de respondenten (2011) | Etnische samenstelling van de respondenten (2011) | Etnische samenstelling van de respondenten (2011) |
| ------------------------------------------------- | ------------------------------------------------- | ------------------------------------------------- | ------------------------------------------------- | ------------------------------------------------- |
|                                                   |                                                   |                                                   |                                                   |                                                   |
| Bulgaren                                          | Bulgaren                                          |                                                   | 65,4%                                             | 65,4%                                             |
| Turken                                            | Turken                                            |                                                   | 33,0%                                             | 33,0%                                             |
| Roma                                              | Roma                                              |                                                   | 0,0%                                              | 0,0%                                              |
| Anders/Onbekend                                   | Anders/Onbekend                                   |                                                   | 1,6%                                              | 1,6%                                              |